# Über den Tod hinaus (2009)
Über den Tod hinaus ist ein Filmdrama aus dem Jahr 2009. Der Film beleuchtet die Praxis, schadhafte Immobilien zu Krediten mit überhöhten Zinssätzen zu vermitteln.

## Handlung
Christa Kremers begeht Suizid. Ihrer Familie hinterlässt sie einen Schuldenberg ungeahnten Ausmaßes, als ans Licht kommt, dass sie eine schadhafte Immobilie erworben hat, die sie mit überteuerten Kreditzinsen finanziert hat.
Da die Mutter von Christa für den Kredit als Bürge eingetreten ist, steht nun auch ihr Haus vor einer Zwangsversteigerung. Der Anwalt der Familie vermutet, dass ein Immobilienhai mit dem kreditgebenden Bankinstitut gemeinsame Sache macht, und beginnt diesbezüglich zu ermitteln.

## Produktionsnotizen
Der Film hatte am 12. Oktober 2009 in Deutschland seine Premiere im deutschen Fernsehen.

## Kritiken
„Starkes Drama über die Opfer skrupelloser Gier“

## Sonstiges
Der Kinderdarsteller Ludwig Skuras debütierte in dem Filmdrama in seiner Rolle als Georg Wagner.